# Cadfan ap Iago
Cadfan ap Iago   (580 (Gregorià) - c. 625 (Gregorià)) fou rei de Gwynedd (616 – 625). Se sap molt poc de la història de Gwynedd en aquest període, i les informacions sobre Cadfan i el seu regnat són mínimes.
El personatge històric només és conegut perquè apareix en genealogies reials, la seua donació a sant Beuno per al monestir de Clynnog Fawr, i la inscripció de la seua làpida.
Cadfan fou fill i successor de Iago ap Beli, i és en les genealogies reials de Harleian. Cadfan pujà al tron en l'època de la batalla de Chester (en gal·lés, Gwaith Caerlleon) al 616, on els Northumbrians amb Etelfred derrotaren el regne veí de Powys i massacraren els monjos de Bangor Is Coed. No hi ha cap evidència, però, que Gwynedd participara en la batalla, així que la coronació de Cadfan en aquell temps no sembla més que coincidència.
La làpida de Cadfan és a Llangadwaladr, a Anglesey, a poca distància de l'antic llys (cort reial) dels reis de Gwynedd. La inscripció es refereix a ell com sapientisimus i com aquest és un terme habitualment emprat per als eclesiàstics, suggereix que en algun moment Cadfan havia abdicat per viure els seus anys restants com un clergue.

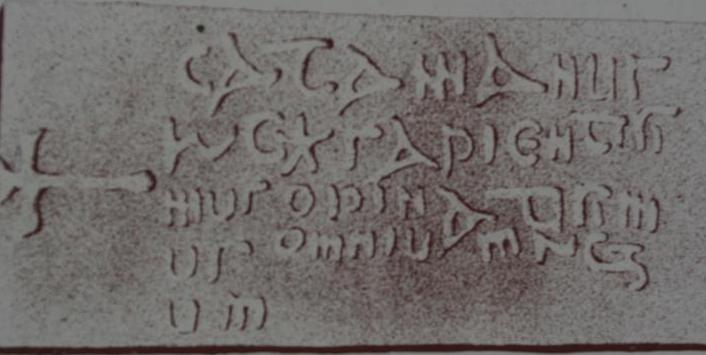
Làpida de Cadfan a l'església de Llangadwaladr. La inscripció diu "Catamanus rex sapientisimus opinatisimus omnium regum" ('El rei Cadfan, el més savi i famós de tots els reis)

Cadfan fou succeït pel seu fill Cadwallon ap Cadfan.